# Topola Mariańska
Topola Mariańska – pomnikowa topola czarna, najgrubsza wśród znanych w Polsce. Rośnie wśród pól uprawnych na terenie wsi Ostromecko w gminie Dąbrowa Chełmińska.

## Charakterystyka
Ogromne jednopniowe drzewo rozgałęziające się na wysokości 3 metrów na trzy odnogi. Na rok 2020 okaz posiada obwód pnia na poziomie 908 cm i wysokość 30 m. Wiek Topoli Mariańskiej został zbadany na ponad 200 lat. W pierśnicy pomiar pnia wynosi 955 cm.
Ziemia pod drzewem jest regularnie uprawiana. Okaz otoczony należytą opieką pozostaje w dobrym stanie zdrowotnym.